# ¡Qué bueno, qué bueno!
"¡Qué bueno, qué bueno!" ("Que bom! Que bom!") foi a canção que representou a Espanha no Festival Eurovisão da Canção 1965 que teve lugar em Nápoles em 20 de março desse ano.
A referida canção foi interpretada em castelhano por Conchita Bautista. Foi a segunda vez que Conchita representou a Espanha no Festival Eurovisão da Canção, após ter tido interpretado a primeira canção espanhola no Festival Eurovisão da Canção. Foi  a terceira canção a ser interpretada na noite do festival, a seguir à canção britânica  "I Belong", interpretado por Kathy Kirby e antes da canção irlandesa  "Walking the Streets in the Rain", cantada por Butch Moore. Terminou a competição em 15.º lugar, juntamente com outros 3 países (Alemanha, Bélgica e Finlândia), não tendo qualquer voto: 0 votos.  No ano seguinte, em 1966, a Espanha fez-se representar com o tema Yo soy aquél" interpretado por Raphael.

## Autores
| Autores                               |
| ------------------------------------- |
| Letrista: Antonio Figueroa Egea       |
| Compositor: Antonio Figueroa Egea     |
| Orquestrador: Adolfo Ventas Rodríguez |

## Letra
A canção é uma canção estilo flamenco, na qual Bautista descreve "Que bom" é agora saber que o seu amante também a ama e os beijos dele são para ela e apenas para ela.

## Versões
| Versões                                        |
| ---------------------------------------------- |
| "Che bueno, che bueno" (em italiano)           |
| versão alternativa (em castelhano)             |
| parte de um novo medley (1992) (em castelhano) |